# クロストリディオイデス・ディフィシル

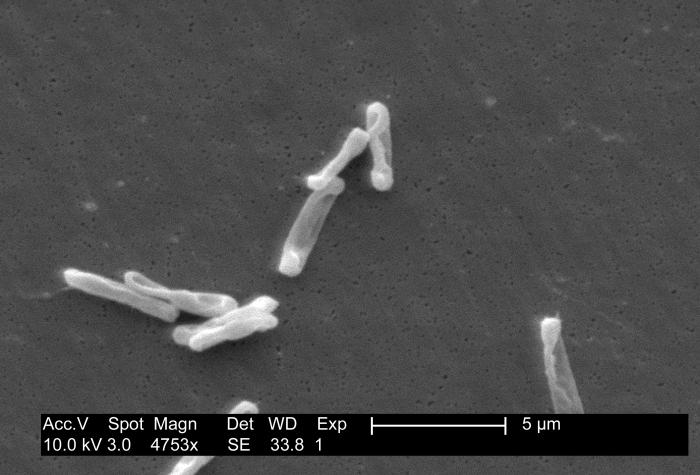
特徴的な太鼓バチ状の形状が見られるC. difficile 桿菌の走査型電子顕微鏡像

クロストリディオイデス・ディフィシル (Clostridioides difficile) とは健常者の腸管内に少数生息している細菌である。本菌による感染症はCDI（Clostridioides difficile infection）として総称されるが、その病態としては抗菌薬関連下痢症（AAD、antibiotic associated diarrhea）、偽膜性腸炎（PMC、pseudomembranous colitisまたはクロストリジウム・ディフィシル腸炎）、クロストリジウム・ディフィシル関連下痢症（CDAD、Clostridium difficile associated diarrhea）などがある。
以前はクロストリジウム・ディフィシル（Clostridium difficile）と呼ばれていたが、2016年、表現型、化学分類学、系統発生学による分類に基づいて、新しい属としてクロストリディオイデス属（Clostridioides spp.）が提案され、そこに属することになった。

## 形態
大きさは0.5〜1.9 × 3.0 × 16.9μmのグラム陽性桿菌で周毛性鞭毛をもつ。芽胞は楕円形である。

## 性状
クロストリディオイデス・ディフィシルは土壌、干し草、砂などの自然環境やヒト、動物（ウシ、ウマ、イヌ、ネコなど）の腸管および糞に棲息する。本菌は亜端在性に芽胞を形成するため、酸、アルカリ、好気状態、高温、低栄養状態など過酷な環境でも安定である。エタノール消毒を行っても本芽胞は死滅しない。酸素に非常に感受性が高いため培養には嫌気ボックス内で1〜2日保存して、十分に嫌気的な培地を用いる。成人では本菌の保有率は2〜5%だが新生児、乳児、小児では本菌分離率が高い。

## 外毒素
クロストリディオイデス・ディフィシルの病原因子として特に重要なのが外毒素である。特にtoxin Aとtoxin Bの二つの外毒素がよく知られている。また第三の毒素として二成分毒素(binary toxin)も知られている。toxin Aまたはtoxin Bを産生する株が有毒株であり、産生しない株は無毒株である。
毒素産生能と病原性
A+ , B+ 病原性あり
A+ , B- 病原性あり
A- , B+ 病原性あり
A- , B- 病原性は無いと考えられている
※ + は、毒素産生能あり

### toxin Aとtoxin B
toxin Aは腸管ループ活性を示すエンテロトキシンである。分子量は308kDである。toxin Bは強い細胞障害性を示すサイトトキシンである。分子量は270kDである。いずれも低分子量GTP結合蛋白質の一種であり、Rho蛋白質を修飾し共同して腸管上皮細胞のアクチン骨格を障害する。結果、腸管上皮細胞は死滅する。また両外毒素はIL-8などのサイトカインを誘導し好中球の炎症を誘発する。それぞれの外毒素を発現する遺伝子はtoxin A遺伝子(tcdA)とtoxin B遺伝子(tcdB)はPaLocと呼ばれる遺伝子領域に隣接して存在する。PaLocにはtcdD(positive regulator)、tcdE(hokkin-like protein)、tcdC(negative regulator)が存在する。toxin Aもtoxin Bも産出しない株ではPaLocが存在しない。
toxin Aとtoxin Bのレセプターはそれぞれgp96とchondroitin sulfated proteoglycan 4である。

### 二成分毒素
2002年よりカナダ、アメリカ、イギリス、オランダ、ベルギー、フランスなどの医療施設や高齢者施設などで免疫抵抗性が低下した宿主を中心に新たな強毒性クロストリジウム・ディフィシルによるアウトブレイクが起きた。カナダのケベック州でみられたアウトブレイクでは症状が重篤で再発性であることが特徴とされた。この強毒性菌株は制限酵素処理解析によりBI型、パルスフィールドゲル電気泳動によりNorth America PAGE1型（NAP1型）、PCR-リボタイピングでは027型を示すためBI/NAP1/027型と呼ぼれている。BI/NAP1/027型ではtcdC(negative regulator)の欠損があるために菌自体が毒素の産出をコントロールできないためtoxin Aの産出量が16倍、toxin Bの産出量が23倍に亢進している。BI/NAP1/027型は第三の毒素として二成分毒素を産出する。二成分毒素の病原性に関してははっきりとわかっていない。クロストリディオイデス・ディフィシルの二成分毒素はADPリボシル化毒素活性のあるCDTaとLSRを受容体とする結合部位であるCDTbからなる。またCDTは防御抗原ファミリーに属する。
CDTの受容体はウエルシュ菌のι毒素と同様にLSR(Lipolysis-stimulated lipoprotein receptor)である。LSRは肝臓、小腸、大腸、肺、腎臓、副腎、精巣、卵巣を含む多くの組織で高発現している。ILDR1とILDR2はLSRと30%ほどの相同性をもつがこれらがCDTの受容体であるかは疑わしい。またLSR以外にCD44も受容体である可能性が示されている。